# سان-جون-دو-غونفيل
سان-جون-دو-غونفيل (بالفرنسية: Saint-Jean-de-Gonville)‏ هي بلدية فرنسية تقع في إقليم الآن. رمز إنسي لها هو:1360. أما الرمز البريدي لها فهو: 1630.